# 1740 Паво Нурми
1740 Паво Нурми (енгл. 1740 Paavo Nurmi‎) је астероид главног астероидног појаса са средњом удаљеношћу од Сунца која износи 2,466 астрономских јединица (АЈ).
Апсолутна магнитуда астероида је 13,24.